# تشارلي موسونو
تشارلي موسونو (بالفرنسية: Charly Moussono)‏ (15 نوفمبر 1984 ليبرفيل الغابون - ) هو لاعب كرة قدم غابوني.

## روابط خارجية
- تشارلي موسونو على موقع الاتحاد الدولي (مؤرشف)  (الإنجليزية)
- تشارلي موسونو على موقع قاعدة بيانات كرة القدم.إي يو (الإنجليزية)
- تشارلي موسونو على موقع ناشيونال فوتبول تيمز (الإنجليزية)